# Nagi, Okayama

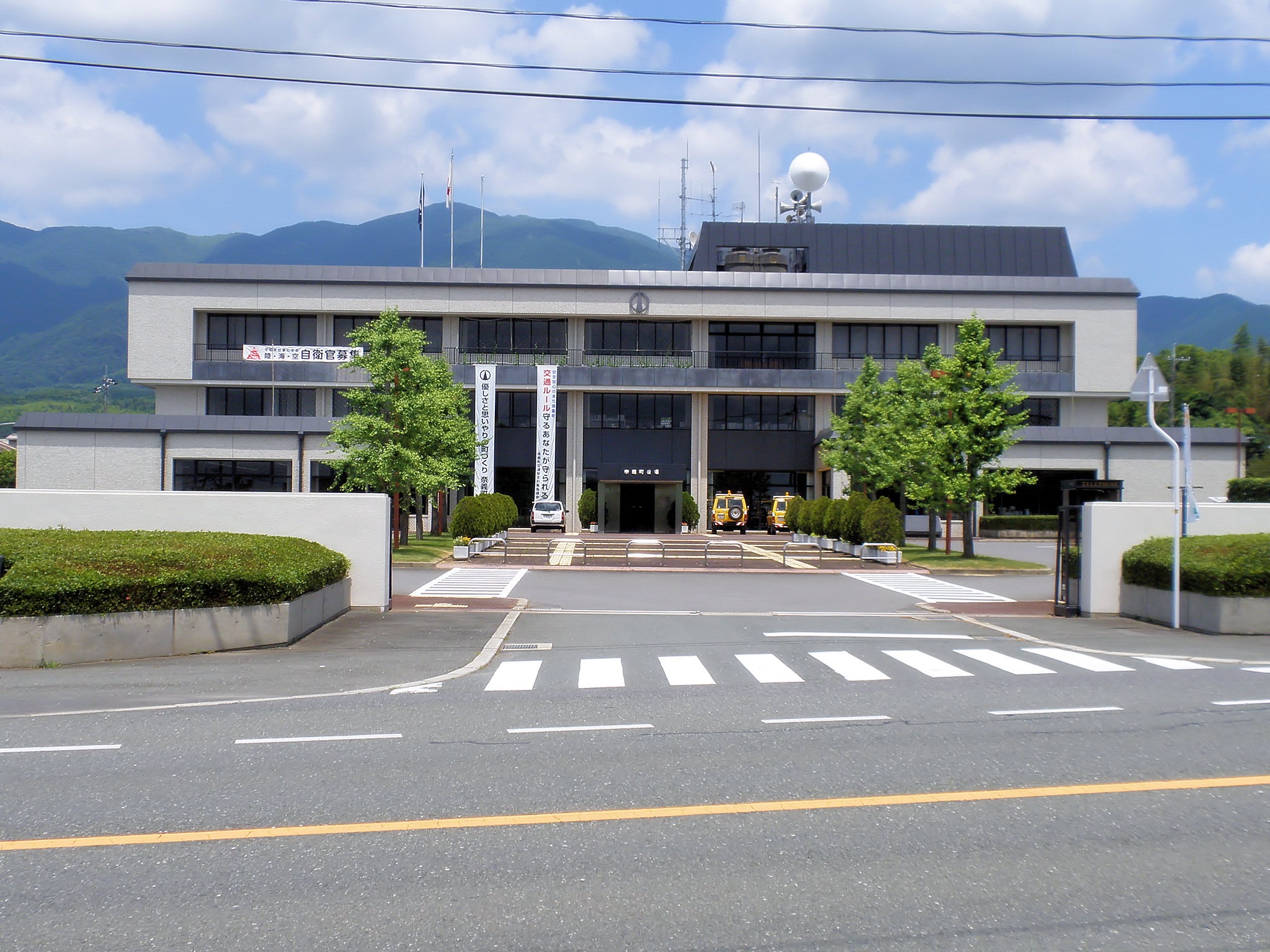
Tòa thị chính Nagi

Nagi (奈義町 Nagi-chō) là thị trấn thuộc huyện Katsuta, tỉnh Okayama. Tính đến ngày 1 tháng 10 năm 2020, dân số ước tính thị trấn là 5.578 người và mật độ dân số là 80 người/km². Tổng diện tích thị trấn là 69,52 km².

## Địa lý

### Khí hậu
| Dữ liệu khí hậu của Nagi, Okayama        | Dữ liệu khí hậu của Nagi, Okayama | Dữ liệu khí hậu của Nagi, Okayama | Dữ liệu khí hậu của Nagi, Okayama | Dữ liệu khí hậu của Nagi, Okayama | Dữ liệu khí hậu của Nagi, Okayama | Dữ liệu khí hậu của Nagi, Okayama | Dữ liệu khí hậu của Nagi, Okayama | Dữ liệu khí hậu của Nagi, Okayama | Dữ liệu khí hậu của Nagi, Okayama | Dữ liệu khí hậu của Nagi, Okayama | Dữ liệu khí hậu của Nagi, Okayama | Dữ liệu khí hậu của Nagi, Okayama | Dữ liệu khí hậu của Nagi, Okayama |
| Tháng                                    | 1                                 | 2                                 | 3                                 | 4                                 | 5                                 | 6                                 | 7                                 | 8                                 | 9                                 | 10                                | 11                                | 12                                | Năm                               |
| ---------------------------------------- | --------------------------------- | --------------------------------- | --------------------------------- | --------------------------------- | --------------------------------- | --------------------------------- | --------------------------------- | --------------------------------- | --------------------------------- | --------------------------------- | --------------------------------- | --------------------------------- | --------------------------------- |
| Cao kỉ lục °C (°F)                       | 14.4 (57.9)                       | 20.1 (68.2)                       | 24.3 (75.7)                       | 28.9 (84.0)                       | 31.9 (89.4)                       | 35.2 (95.4)                       | 36.8 (98.2)                       | 37.2 (99.0)                       | 35.1 (95.2)                       | 29.5 (85.1)                       | 24.8 (76.6)                       | 18.6 (65.5)                       | 37.2 (99.0)                       |
| Trung bình ngày tối đa °C (°F)           | 6.8 (44.2)                        | 7.9 (46.2)                        | 12.1 (53.8)                       | 18.3 (64.9)                       | 23.2 (73.8)                       | 26.2 (79.2)                       | 29.7 (85.5)                       | 31.2 (88.2)                       | 27.0 (80.6)                       | 21.3 (70.3)                       | 15.2 (59.4)                       | 9.2 (48.6)                        | 19.0 (66.2)                       |
| Trung bình ngày °C (°F)                  | 1.8 (35.2)                        | 2.6 (36.7)                        | 6.1 (43.0)                        | 11.6 (52.9)                       | 17.0 (62.6)                       | 21.0 (69.8)                       | 24.8 (76.6)                       | 25.7 (78.3)                       | 21.6 (70.9)                       | 15.3 (59.5)                       | 9.1 (48.4)                        | 3.8 (38.8)                        | 13.4 (56.1)                       |
| Tối thiểu trung bình ngày °C (°F)        | −2.7 (27.1)                       | −2.4 (27.7)                       | 0.3 (32.5)                        | 4.8 (40.6)                        | 11.0 (51.8)                       | 16.6 (61.9)                       | 21.1 (70.0)                       | 21.5 (70.7)                       | 17.0 (62.6)                       | 9.9 (49.8)                        | 3.7 (38.7)                        | −0.9 (30.4)                       | 8.3 (47.0)                        |
| Thấp kỉ lục °C (°F)                      | −13.7 (7.3)                       | −15.5 (4.1)                       | −11.5 (11.3)                      | −4.4 (24.1)                       | 0.8 (33.4)                        | 6.8 (44.2)                        | 11.8 (53.2)                       | 12.8 (55.0)                       | 5.8 (42.4)                        | 0.0 (32.0)                        | −5.3 (22.5)                       | −11.0 (12.2)                      | −15.5 (4.1)                       |
| Lượng Giáng thủy trung bình mm (inches)  | 60.3 (2.37)                       | 67.5 (2.66)                       | 105.1 (4.14)                      | 120.1 (4.73)                      | 157.3 (6.19)                      | 191.3 (7.53)                      | 253.4 (9.98)                      | 147.5 (5.81)                      | 172.6 (6.80)                      | 103.8 (4.09)                      | 67.8 (2.67)                       | 64.5 (2.54)                       | 1.511 (59.49)                     |
| Số ngày giáng thủy trung bình (≥ 1.0 mm) | 9.6                               | 10.2                              | 10.9                              | 10.2                              | 10.7                              | 12.0                              | 12.8                              | 9.7                               | 10.5                              | 8.0                               | 7.7                               | 9.2                               | 121.5                             |
| Số giờ nắng trung bình tháng             | 109.3                             | 117.1                             | 161.4                             | 185.4                             | 190.7                             | 136.9                             | 137.4                             | 173.3                             | 140.9                             | 150.1                             | 126.7                             | 109.1                             | 1.738,3                           |
| Nguồn: Cục Khí tượng Nhật Bản            |                                   |                                   |                                   |                                   |                                   |                                   |                                   |                                   |                                   |                                   |                                   |                                   |                                   |